# 和歌山県道161号小野田内原線
和歌山県道161号小野田内原線（わかやまけんどう161ごう おのだうちはらせん）は、和歌山県海南市から和歌山市に至る一般県道である。

## 概要
海南市小野田から和歌山市内原に至る。
海南市東部と和歌山市南部を、海南市中心部を避けて短絡するルートの一部であるため、それなりに交通量が多い。
2020年（令和2年）現在、概ね走りやすい2車線道となっている。
しかし、海南市且来や海南市多田、和歌山市冬野において、まだ少しながら1.5車線の道が残っている。

### 路線データ
- 起点：和歌山県海南市小野田（高橋東交差点、和歌山県道160号沖野々森小手穂線交点）
- 終点：和歌山県和歌山市内原（和歌山県道135号和歌山海南線交点）
- 実延長：5.750 km

## 歴史
- 1959年（昭和34年）5月14日 - 和歌山県が一般県道として小野田内原線を認定[1]。

## 路線状況

### 重複区間
- 和歌山県道9号岩出海南線・和歌山県道136号秋月海南線（海南市且来・亀川郵便局北交差点 - 海南市多田）
- 和歌山県道137号三田海南線（和歌山市冬野）

### 道路施設

#### 橋梁
- 矢口橋（亀の川、海南市）

## 地理

### 通過する自治体
- 海南市
- 和歌山市

### 交差する道路
| 交差する道路                                                                | 市町村名 | 交差する場所 | 交差する場所        |
| --------------------------------------------------------------------------- | -------- | ------------ | ------------------- |
| 和歌山県道160号沖野々森小手穂線                                             | 海南市   | 小野田       | 高橋東交差点 / 起点 |
| 和歌山県道9号岩出海南線 重複区間起点 和歌山県道136号秋月海南線 重複区間起点 | 海南市   | 且来         | 亀川郵便局北交差点  |
| 和歌山県道9号岩出海南線 重複区間終点 和歌山県道136号秋月海南線 重複区間終点 | 海南市   | 多田         |                     |
| 和歌山県道137号三田海南線 重複区間起点                                      | 和歌山市 | 冬野         |                     |
| 和歌山県道137号三田海南線 重複区間終点                                      | 和歌山市 | 冬野         |                     |
| 和歌山県道135号和歌山海南線 和歌山県道135号和歌山海南線 / 旧道              | 和歌山市 | 内原         | 終点                |

### 交差する鉄道
- 紀勢本線

### 沿線
- 海南市立亀川小学校
- 海南市立亀川中学校
- 亀川郵便局
- 智辯学園和歌山小学校・中学校・高等学校